# Sumpter, Oregon
Sumpter là một thành phố nhỏ nằm trong quận Baker thuộc tiểu bang Oregon của Hoa Kỳ. Dân số theo điều tra dân số năm 2000 là 171 người. Sumpter được những người thành lập nên nó đặt tên theo tên đồn Sumter.

## Lịch sử
Cộng đồng được những người tìm vàng thành lập vào năm 1862 trong lúc họ trên đường đi đến các cánh đồng đào vàng ở California. Họ đãi vàng từ Lạch Cracker. Sự phát triển dần dần của Sumpter phần nhiều là nhờ vào việc đào, đãi vàng.
Năm 1917, cộng đồng này bị lửa thiêu cháy.

## Địa lý
Theo Cục điều tra dân số Hoa Kỳ, thành phố có tổng diện tích 2,2 dặm vuông Anh (5,6 km²), tất cả đều là mặt đất.
Sumpter nằm trên Lộ Oregon 410 (trước đây là Lộ Oregon 220).

## Các nơi hấp dẫn du lịch
- Khu di tích lịch sử Đường sắt Thung lũng Sumpter
- Máy đào vàng Thung lũng Sumpter